# 布尔夏德一世
布尔夏德一世（即第一代布尔夏德伯爵；？-1061年）是德国历史上第一个有据可考证霍亨索伦家族的祖先。从姓名角度分析，布尔夏德可能是来自于奥地利附近的一个名为Burchardings的中世纪贵族家族（无继承权）。他的父亲可能是Sülichgau 地区（大约在今日德国Tübingen附近）的伯爵，母亲厄门特鲁德Irmentrud则可能是纽伦堡伯爵布尔夏德的女儿。
关于布尔夏德一世的生平基本上没有任何记载。赖兴瑙的一个叫做贝尔托的修道士在他所著的编年史中说布尔夏德一世于1061年在一场私人决斗中阵亡，但是他没有说这场战争的原因及其对手。在他之后下一个被提起的霍亨索伦家族成员为索伦伯爵腓特烈一世，可能是布尔夏德一世的儿子或孙子。